# Minerworld
Minerworld foi um esquema Ponzi (pirâmide financeira) brasileiro que supostamente fazia administração de investimentos no ramo de moedas digitais ou criptomoedas, principalmente Bitcoins. Foi acusada de operar em através de uma plataforma virtual, sob comando do advogado Cícero Saad Cruz, também investigado por falsificação de documentos em uma antiga gestora de condomínios.
Apresentava em seu site cerca de dez planos de investimentos ou inversões - câmbio de moeda real por bitcoins - com supostas rentabilidades de até 100% anualmente, em 2017. A operação é investigada no Paraguai desde maio de 2017 e no Brasil desde agosto de 2017 pelo Ministério Público Federal e também pela Polícia Federal. A empresa, na sua versão, afirmava que operava através do marketing multinível, e que os calotes aconteceram por conta de uma invasão na conta da empresa na exchange Poloniex, ocorrido através de um suposto golpe de pishing, informação que só foi divulgada 5 meses após a inadimplência nos pagamentos aos afiliados.
A empresa também afirma ser parceira da casa de câmbio e BitOfertas, mas a operação da empresa está estabelecida no estado de Mato Grosso do Sul (Brasil), por meio da empresa Bit Ofertas Informática LTDA, sob CNPJ 22.111.072/0001-49, responsável pelo fluxo de caixa e pagamentos. Embora afirme operar no Paraguai, a Comissão Nacional de Valores do Paraguai, afirma que toda a operação localiza-se no Brasil, fora da jurisdição paraguaia, apenas atuando naquele país através de uma plataforma virtual e de transferências monetárias não autorizadas.
Em maio de 2017, o custo de adesão a uma conta virtual na plataforma era de 15 dólares americanos, com planos de investimentos de 30 a 1 000 dólares, garantindo uma suposta rentabilidade de 100% do valor investido no período de 12 meses, que eram pagos através de depósitos bancários, através de bitcoins, dolares ou até mesmo guaranis. De acordo com a Comissão Nacional de Valores do Paraguai, os contratos estabelecidos através dessa plataforma não possuíam nenhum respaldo legal à luz da Lei paraguaia. Segundo a própria empresa, mais de 120 mil participaram como investidores da plataforma.
O BadBitcoin, um site que reúne uma lista com os principais esquemas fraudulentos envolvendo Bitcoin e outras criptomoedas inclui a Minerworld, desde julho de 2017, dizendo ser um esquema ponzi.
Em novembro de 2017, a empresa anunciou o ex-diretor de marketing Jonhnes Carvalho como seu novo CEO.
Apenas em fevereiro de 2018, mais de dois anos após a criação da empresa, ela inaugurou uma unidade de mineração em nome de terceiros, na cidade de Hernandarias (distrito industrial de Ciudad del Este), em uma área de 1,8 mil metros quadrados.

## Investigações e fim do esquema

### No Brasil
Em junho de 2014, Cícero Saad, apresentado como CEO da empresa até o fim de 2017, respondeu processo judicial por estelionato na 4ª Vara Criminal de Campo Grande, no qual confessou que falsificava guias de pagamento utilizando o programa Corel Draw. No fim 2017 a empresa anunciou que o novo CEO, Jonhnes Carvalho, que anteriormente se envolveu na Multiclick Brasil também acusada de ser um esquema ponzi.
Em agosto de 2017, um jornal ao solicitar visitar o local onde supostamente efetuam a mineração de Bitcoins, foi impedido pelos sócios que informaram, no momento não ser possível pois as unidades "ainda estariam em obras". O mesmo jornal também mostrou que usaram imagens genéricas de "fazendas de mineração" encontradas na internet para supostamente provar sua atividade de mineração.
Também em agosto, o Ministério Público Federal encaminhou a Polícia Federal inquérito sobre o modelo de negócio comandado pela Minerworld, sob possível golpe de pirâmide financeira, que está em análise na Coordenadoria Criminal da Procuradoria da República em Mato Grosso do Sul. O negócio não possui aprovação do Banco Central do Brasil e não é assegurado por nenhuma instituição financeira ou Fundo Garantidor de Créditos. Após uma matéria publicada, o Procon alertou: “Os riscos são enormes, e quem lucra são os donos, que se sustentam pelos investimentos dos mais fracos. Enriquecem do suor, da enganação de quem tentou investir”.
Em setembro de 2017 ocorreu uma audiência pública da Comissão Especial sobre Moedas Virtuais da Câmara dos Deputados, para debater sobre crimes no mercado de moedas virtuais, onde ocorreu a convocação de representantes do Ministério Público Federal responsáveis por investigar as empresas MinerWorld e D9.
Em outubro de 2017, a empresa começou a atrasar os pagamentos devidos aos investidores em até 40 dias, culpando o fork no Bitcoin (que não ocorreu), o feriado chinês e o mau tempo no Paraguai.
Em novembro de 2017 anunciaram a criação de uma nova criptomoeda própria, semelhante ao esquema Kriptacoin, para pagar apenas os bônus de indicação. As reclamações na página do Facebook da empresa e no Reclame Aqui começaram a aumentar consideravelmente, dado que o contrato previa o pagamento apenas em Bitcoin, uma moeda reconhecida, que possui valor de mercado.
Em novembro de 2017 foi lançado o novo escritório virtual Miner360, no qual as pessoas suspeitaram de ser uma espécie de reinício, que é comum em esquemas piramidais. Mesmo assim, a empresa não cumpriu nenhum dos prazos para pagamento que havia prometido aos clientes.
Em janeiro de 2018, a empresa disse que não tinha caixa suficiente para pagar os investidores, sem indicar o motivo, e ofereceu alguns "planos de compensação", no qual os investidores podem escolher entre receber em Bitcoin, parcelado em 24 meses, ou metade em Bitcoin e metade na criptomoeda própria da empresa (MCash), com o valor em Bitcoin parcelado em 12 vezes, ou ainda apenas em MCash. Essa moeda não possui a rede descentralizada, não está listada em nenhuma exchange confiável e não tem nenhum valor de mercado. Também, no mesmo mês, a CVM emitiu um parecer confirmando que a Minerworld está cometendo crime contra a economia popular. Logo após o parecer, a empresa lançou uma nova plataforma para "identificar os débitos" que possui com os clientes, chamada MinerID, transferindo todos os investidores para a nova plataforma, Miner360.
Em março de 2018 a empresa lançou oficialmente a suposta criptomoeda na Suiça. Apesar de ter fornecido um whitepaper, ele foi extremamente genérico, sem nenhum detalhamento técnico, mas com o suposto valor de 100 milhões de dólares divididos em 1 bilhão de unidades. De acordo com a empresa o valor dessa moeda é de aproximadamente R$0,10. Foi relatado que a empresa pagou uma agência para fabricar notícias em portais estrangeiros sobre a criptomoeda.
Em abril de 2018 a empresa finalmente divulgou o motivo da inadimplência, emitindo um comunicado, que diz que ela perdeu aproximadamente 850 Bitcoins em um golpe pishing na exchange poloniex, e por isso está insolvente.
Em abril de 2018, a empresa, e diversos endereços ligados a ela foram alvo de busca e apreensão pela Operação Lucro Facil, conduzida pela GAECO, nos quais foram apreendidos documentos e computadores. Assim, a Segunda Vara de Direitos Difusos, Coletivos e Individuais Homogêneos de Campo Grande bloqueou trezentos milhões em bens adquiridos pelas empresas Minerworld, Bitpago e BitOfertas Informática, e por sete pessoas investigadas. Também vetou a entrada de novos afiliados/investidores.
Em maio de 2018, a empresa sofreu um bloqueio judicial no valor de R$300 milhões. Um dos líderes deu um depoimento sobre como funcionava o esquema, dizendo que ela enganou por diversas vezes seus clientes.
Em junho de 2018, alguns investidores entraram com ação judicial para tentar recuperar uma caminhonete que foi entregue a Minerworld para participarem do esquema.
No fim de julho de 2018 a BitOfertas, pertencente a empresa, solicitou o desbloqueio do valor de R$1,3 milhão de reais, que foi negado em setembro do mesmo ano.
Em setembro de 2018, a empresa solicitou a justiça que fosse liberado a criação de uma conta em uma exchange de criptomoedas para que os lucros das máquinas de mineração que ainda estavam operando fossem depositados aos clientes. O pedido foi aceito pela justiça.
Em outubro de 2018, surgiu uma comunidade que representa os interesses dos lesados no esquema, para tentar se organizar judicialmente contra a empresa, chamada Comunichain. No mesmo mês, a BitOfertas supostamente permitiu o saque de Bitcoins para carteiras externas e pediram para que os clientes entrassem com ação judicial para tentar recuperar os valores em Reais.
Em dezembro de 2018, a empresa disse que não tinha nenhum saldo à disposição para a justiça, devido a custos operacionais.
Em janeiro de 2019, a empresa desligou as maquinas de mineração que possuía, alegando que o preço do Bitcoin e os altos custos não compensavam mais a continuidade da mineração. Também no mesmo mês, o ex-diretor da Minerworld, Cícero, convidou os antigos investidores a participarem de uma nova plataforma da empresa, a M360.
Em fevereiro de 2019, o juiz responsável pelo caso afirmou que uma sentença será dada apenas em 2020, devido a grande quantidade de processos. Um dos antigos divulgadores da Minerworld passou a divulgar a Unick Forex, outro esquema.
Em março de 2019, o advogado da Comunichain afirmou que a empresa não vai ressarcir os antigos clientes, já que não se sabe onde o dinheiro foi parar.
Em abril de 2019, as vítimas denunciaram que Cícero, o ex-diretor, apesar de estar com os bens bloqueados pela justiça, estaria organizando um grande casamento de luxo, o que não faria sentido já que em nome do mesmo aparece apenas uma moto Honda e que seu advogado afirmou que ele estaria dependendo de ajuda da família para se sustentar.
Em maio de 2019, o dinheiro de um dos supostos associados foi bloqueado pela justiça. Também nesse mês, ex-diretor Cícero pediu a justiça a devolução de seu passaporte, as vésperas de seu casamento de luxo. Um dos clientes afirmou que a empresa tenta esconder R$547.936.704,43 em Bitcoins da justiça.
Em junho de 2019, a uma semana de seu casamento de luxo, seu passaporte foi devolvido pela justiça.
Em agosto de 2019, a Subprocuradoria Geral da República entende que a investigação das atividades da Minerworld esta dentro das competências do Ministério Público Federal (MPF) devido supostos crimes cometidos contra a União, como evasão de divisas.

### No Paraguai
Em maio de 2017, a plataforma foi denunciada à Promotoria de Justiça de Ciudad del Este pela Comissão Nacional de Valores (CNV) do Paraguai, por suspeita de embuste e pirâmide financeira. Após dois meses de investigação, a CNV concluiu que as operações realizadas configuram-se como oferta pública de títulos não legalizada, por uma empresa sem registro jurídico, atuando à margem da lei. Segundo a CNV, o esquema apresenta caraterísticas de pirâmide financeira, do tipo Ponzi, operado por uma empresa possivelmente fantasma com captação direta de recursos. A lei paraguaia prevê pena de seis meses a um ano de prisão a quem realizar este tipo de oferta não legalizada na CNV. Na sequência da investigação dessa e outra empresa envolvidas em esquemas piramidais, o Banco Central del Paraguay emitiu um alerta sobre os riscos deste tipo de investimento.
Em setembro de 2017, a Minerworld declarou em suas páginas nas redes sociais que recebeu o aval da CVN para sua operação no Paraguaí. Entretanto, uma nota oficial da CNV diz que as afirmações veiculadas pela empresa são falsas e que esta ainda não possui legalidade. Em seguida a empresa publicou uma nota com um pedido de desculpas em seu blog, que posteriormente foi apagado.
Segundo a própria empresa, a Minerworld estaria construindo uma mineradora no Paraguai desde 2017, não sendo concluída no prazo prometido para os investidores. A mesma foi inaugurada apenas em janeiro de 2018, sem nenhum registro na CNV.